# Дежавю (альбом)
«Дежавю́» — десятый студийный альбом группы «Телевизор». Записан в 2007—2009 годах в домашней студии Михаила Борзыкина. Сведение завершено в феврале 2009 года. Звукорежиссёр — Михаил Борзыкин.

## Об альбоме
Альбом выпущен московской фирмой грамзаписи «Геометрия» 15 апреля 2009 года. В него вошли 11 песен, написанных Михаилом Борзыкиным в 2006—2008 годах как на свои собственные тексты (десять), так и — «Квадраты» — на стихи советского поэта Владимира Лифшица.
Выходу альбома предшествовал демо-сингл «Заколотите подвал!» (песни «Заколотите подвал!», «Сиди дома» и «Очки»), вывешенный в марте 2008 года на сайте группы «Телевизор» для свободного скачивания.
В этом альбоме Михаил Борзыкин возвращается к политизированной тематике времён альбома «Отечество иллюзий», однако теперь, двадцать лет спустя, критике с его стороны подвергается уже не советский режим, а современное правительство во главе с «чекистами» (песни «Заколотите подвал!», «Сиди дома», «Пока мы сидим» и др.). В песне «Газпромбайтер» критикуется уничтожение администрацией Санкт-Петербурга исторического облика Петербурга. Так же Борзыкин критикует общество потребления, бытовой цинизм и равнодушие к проблемам страны и общества (песни «Очки», «Глупая»), а также коллег и друзей, изменивших своим прежним идеалам и превратившимся в «коллаборационистов» («Дежавю»). В альбом так же входят две лирические песни — «Пока ты со мной» и «Тишина», в которых Борзыкин обращается не к своим политическим противникам или сторонникам, а к любимой женщине, делящей с их автором горести и радости совместного существования.
На протяжении предшествующего выходу альбома периода (2007—2008) вошедшие в него песни исполнялись группой и лично Михаилом Борзыкиным не только на клубных концертах, но и на политических демонстрациях вроде Марша Несогласных и фестиваля «Рок за свободу», организованных коалицией «Другая Россия». Результатом такого «неправильного» поведения М. Борзыкина стал факт почти тотального запрета на появление его песен в эфире российских телеканалов и коммерческих радиостанций (исключая «Эхо Москвы»), что привело к новому всплеску интереса к творчеству группы «Телевизор».
Официальная презентация альбома состоялась 25 апреля 2009 года в петербургском ДК Ленсовета (где группа одновременно с этим отпраздновала 25-летний юбилей) и 30 апреля — в московском клубе «Б2». 5 Марта 2013 года альбом «Дежавю» вышел на виниле.

## Список композиций
| №  | Песня              | Длительность |
| -- | ------------------ | ------------ |
| 1  | Дежавю             | 5:01         |
| 2  | Заколотите подвал! | 3:31         |
| 3  | Квадраты           | 2:42         |
| 4  | Пока мы сидим      | 3:59         |
| 5  | Сиди дома          | 2:58         |
| 6  | Очки               | 4:32         |
| 7  | Глупая             | 4:18         |
| 8  | Пока ты со мной    | 3:53         |
| 9  | Газпромбайтер      | 5:06         |
| 10 | Околесица          | 3:43         |
| 11 | Тишина             | 4:15         |

## Участники записи
- Михаил Борзыкин — вокал, клавишные, программирование, аранжировки.
- Сергей Сивицкий — гитара (кроме «Сиди Дома» и «Пока Ты Со Мной»), бэк-вокал.

Альбом записан в домашней студии в Санкт-Петербурге в 2007—2009 годах.